# في ذاكرة الظل (مسلسل)
في ذاكرة الظل، مسلسل كويتي، من إخراج محمد كاظم، وتأليف مريم نصير. شارك في المسلسل عددًا من الفنانين منهم: داود حسين، وعبير الجندي، ويعقوب عبد الله، وشيماء علي، وأحمد إيراج، ومحمد صفر، وغيرهم.